# Pasme mačk
Spodnji seznam vključuje priznane in preliminarno priznane pasme domačih mačk iz mednarodnih felinoloških organizacij CFA (Cat Fanciers' Association), FIFe (Fédération Internationale Féline) in TICA (The International Cat Association).
Neujemanja v klasifikaciji pasem med organizacijami pomenijo, da različne organizacije različno obravnavajo posamezne pasme. Organizacija TICA na primer priznava himalajko kot samostojno pasmo, organizaciji CFA in FIFe pa jo obravnavata kot barvno različico perzijke. Poleg tega nekatere organizacije priznavajo določeno pasmo, druge pa je ne priznavajo niti kot barvno različico. Primer takšne pasme je dolgodlaka britanka, ki jo organizaciji CFA in FIFe ne priznavata, TICA pa jo. Razlike se pojavijo tudi pri statusu priznanosti pasme. Nekatere pasme so namreč v eni organizaciji preliminarno priznane, kar pomeni, da lahko sodelujejo na razstavah v okrilju organizacije, ne morejo pa prejeti nazivov (šampijon, veliki šampijon, premior). V drugi organizaciji pa je lahko ista pasma polno priznana. Primer take pasme je peterbald, ki ima pri organizaciji TICA polnopravni status, pri FIFe pa je preliminarno priznana. Felinološke organizacije razlikujejo več razredov preliminarne priznanosti in jih različno poimenujejo. Na spodnjem seznamu so zaradi poenostavitve vsi ti razredi združeni pod pojom preliminarno priznana pasma.

## Pasme
| Pasma                           | Država                        | Izvor    | Dlaka                       | Vzorec                                | Organizacija | Slika |
| ------------------------------- | ----------------------------- | -------- | --------------------------- | ------------------------------------- | ------------ | ----- |
| Abesinka                        | Obala Indijskega oceana       | Naraven  | Kratka                      | Pikast                                | Vse          |       |
| Ameriška kratkodlaka mačka      | ZDA                           |          | Kratka                      | Vsi                                   | CFA in TICA  |       |
| Ameriška kratkorepa mačka       | ZDA                           | Križanje | Kratka ali dolga            | Vsi                                   | CFA in TICA  |       |
| Ameriška zvitouhka              | ZDA                           | Mutacija | Kratka ali dolga            | Vsi                                   | Vse          |       |
| Ameriška žičnatodlaka mačka     | ZDA                           | Mutacija | Žičnata                     | Vsi, razen z oznakami                 | CFA in TICA  |       |
| Balijka                         | ZDA                           | Križanje | Dolga                       | Oznake siamke                         | Vse          |       |
| Bengalka                        | ZDA                           | Hibrid   | Kratka                      | Pegast ali marmoriran                 | FIFe in TICA |       |
| Birmanka                        | Burma                         | Naraven  | Dolga                       | Oznake siamke                         | Vse          |       |
| Bombajka                        | ZDA                           | Križanje | Kratka                      | Brez                                  | CFA in TICA  |       |
| Britanka – dolgodlaka           | Združeno kraljestvo           | Križanje | Dolga                       | Vsi                                   | TICA         |       |
| Britanka – kratkodlaka          | Združeno kraljestvo           | Naraven  | Kratka                      | Vsi                                   | Vse          |       |
| Burmanka                        | Burma                         | Naraven  | Kratka                      | Oznake burmanke                       | Vse          |       |
| Burmilka                        | Združeno kraljestvo           | Križanje | Kratka ali dolga            | Činčila, osenčen                      | FIFe         |       |
| Chausie                         | Egipt, ZDA                    | Hibrid   | Kratka                      | Pikast                                | TICA         |       |
| Cymric                          | Otok Man                      | Mutacija | Dolga                       | Vsi                                   | FIFe in TICA |       |
| Devon reks                      | Združeno kraljestvo (Anglija) | Mutacija | Kratka (valovita)           | Vsi                                   | Vse          |       |
| Domača mačka                    |                               | Naraven  | Kratka ali dolga            | Vsi                                   | Vse          |       |
| Don sfinga/donskoy              | Rusija                        | Mutacija | Brez dlake                  | Vsi                                   | FIFe in TICA |       |
| Egipčanska mau                  | Egipt                         | Naraven  | Kratka                      | Pegast                                | Vse          |       |
| Eksotka                         | Perzija, ZDA                  | Križanje | Kratka                      | Vsi                                   | Vse          |       |
| Evropska burmanka               | Burma, Združeno kraljestvo    | Križanje | Kratka                      | Oznake burmanke                       | CFA          |       |
| Evropska kratkodlaka mačka      | Italija, Švedska              | Naraven  | Kratka                      | Vsi, razen z oznakami                 | FIFe         |       |
| Havanska rjava mačka            | Združeno kraljestvo           | Hibrid   | Kratka                      | Enobarven                             | CFA in TICA  |       |
| Highlander                      | ZDA                           | Hibrid   | Kratka ali dolga            | Tigrast, pegast ali z oznakami siamke | TICA         |       |
| Himalajka                       | Perzija, Združeno kraljestvo  | Križanje | Dolga                       | Oznake siamke                         | TICA         |       |
| Japonska kratkorepa mačka       | Japonska                      | Naraven  | Kratka ali dolga            | Vsi, razen pikasti in z oznakami      | Vse          |       |
| Kartuzijka                      | Francija                      | Naraven  | Kratka                      | Enobarven                             | Vse          |       |
| Kitajska Li Hua mačka/Dragon Li | Kitajska                      | Naraven  | Kratka                      | Tigrast                               | CFA          |       |
| Koratka                         | Tajska                        | Naraven  | Kratka                      | Enobarven                             | Vse          |       |
| Korniš reks                     | Združeno kraljestvo (Anglija) | Mutacija | Kratka (valovita)           | Vsi                                   | Vse          |       |
| Kratkodlaka z oznakami          | Tajska                        | Hibrid   | Kratka                      | Oznake siamke                         | CFA          |       |
| Kurilska kratkorepa mačka       | Rusija                        | Naraven  | Kratka ali dolga            | Vsi, razen z oznakami                 | FIFe in TICA |       |
| LaPerm                          | ZDA                           | Mutacija | Kratka ali dolga (valovita) | Vsi                                   | CFA in TICA  |       |
| Maine coon                      | ZDA                           | Naraven  | Dolga                       | Vsi, razen z oznakami                 | Vse          |       |
| Manx                            | Otok Man                      | Mutacija | Kratka ali dolga            | Vsi, razen pikasti in z oznakami      | Vse          |       |
| Minskin                         | ZDA                           | Križanje | Kratka/brez dlake           | Vsi                                   | TICA         |       |
| Munchkin                        | ZDA                           | Mutacija | Kratka ali dolga            | Vsi                                   | TICA         |       |
| Nebelung                        | ZDA                           | Križanje | Dolga                       | Enobarven                             | TICA         |       |
| Nemški reks                     | Nemčija                       | Mutacija | Kratka (valovita)           | Vsi                                   | FIFe         |       |
| Neva masquerade                 | Rusija                        | Križanje | Dolga                       | Oznake siamke                         | FIFe         |       |
| Norveška gozdna mačka           | Norveška                      | Naraven  | Dolga                       | Vsi, razen z oznakami                 | Vse          |       |
| Ocicat                          | ZDA                           | Križanje | Kratka                      | Pegast                                | Vse          |       |
| Ojos azules                     | ZDA                           | Naraven  | Kratka ali dolga            | Vsi                                   | TICA         |       |
| Orientalka                      | Združeno kraljestvo           | Križanje | Kratka ali dolga            | Vsi, razen z oznakami                 | Vse          |       |
| Perzijka                        | Perzija                       | Naraven  | Dolga                       | Vsi                                   | Vse          |       |
| Peterbald                       | Rusija                        | Križanje | Brez dlake                  | Vsi                                   | TICA in FIFe |       |
| Pixie-bob                       | ZDA                           | Naraven  | Kratka                      | Pegast                                | TICA         |       |
| Ragamuffin                      | ZDA                           | Križanje | Dolga                       | Vsi                                   | CFA          |       |
| Ragdolka                        | ZDA                           | Križanje | Dolga                       | Oznake siamke, orokavičen, dvobarven  | Vse          |       |
| Ruska modra mačka               | Rusija                        | Naraven  | Kratka                      | Enobarven                             | Vse          |       |
| Savannah                        | ZDA                           | Hibrid   | Kratka                      | Pegast                                | TICA         |       |
| Sejšelka                        | Združeno kraljestvo           | Križanje | Kratka ali dolga            | Oznake siamke                         | FIFe         |       |
| Selkirk reks                    | ZDA                           | Mutacija | Kratka ali dolga (valovita) | Vsi                                   | CFA in TICA  |       |
| Serengeti                       | ZDA                           | Križanje | Kratka                      | Pegast, dimast ali enobarven          | TICA         |       |
| Sfinga                          | Kanada                        | Mutacija | Brez dlake                  | Vsi                                   | Vse          |       |
| Siamka                          | Tajska                        | Naraven  | Kratka                      | Oznake siamke                         | Vse          |       |
| Sibirska mačka                  | Rusija                        | Naraven  | Dolga                       | Vsi                                   | Vse          |       |
| Singapura                       | Singapur                      | Naraven  | Kratka                      | Pikast                                | CFA in TICA  |       |
| Snežka                          | ZDA                           | Križanje | Kratka                      | Oznake siamke, bele tačke             | FIFe in TICA |       |
| Sokoke                          | Kenija                        | Naraven  | Kratka                      | Marmoriran s pikastim vzorcem         | FIFe in TICA |       |
| Somalijka                       | ZDA                           | Križanje | Dolga                       | Pikast                                | Vse          |       |
| Škotska klapouhka               | Združeno kraljestvo (Škotska) | Mutacija | Kratka ali dolga            | Vsi                                   | CFA in TICA  |       |
| Tajska mačka/starodavna siamka  | Tajska                        | Naraven  | Kratka                      | Oznake siamke                         | TICA         |       |
| Tonkinka                        | Kanada                        | Križanje | Kratka                      | Oznake tonkinke                       | CFA in TICA  |       |
| Toyger                          | ZDA                           | Naraven  | Kratka                      | Tigrast                               | TICA         |       |
| Turška angora mačka             | Turčija                       | Naraven  | Dolga                       | Vsi, razen z oznakami                 | Vse          |       |
| Turška van mačka                | Turčija                       | Naraven  | Dolga                       | Van                                   | Vse          |       |
| Pasma                           | Država                        | Izvor    | Dlaka                       | Vzorec                                | Organizacija | Slika |